# Cangiante

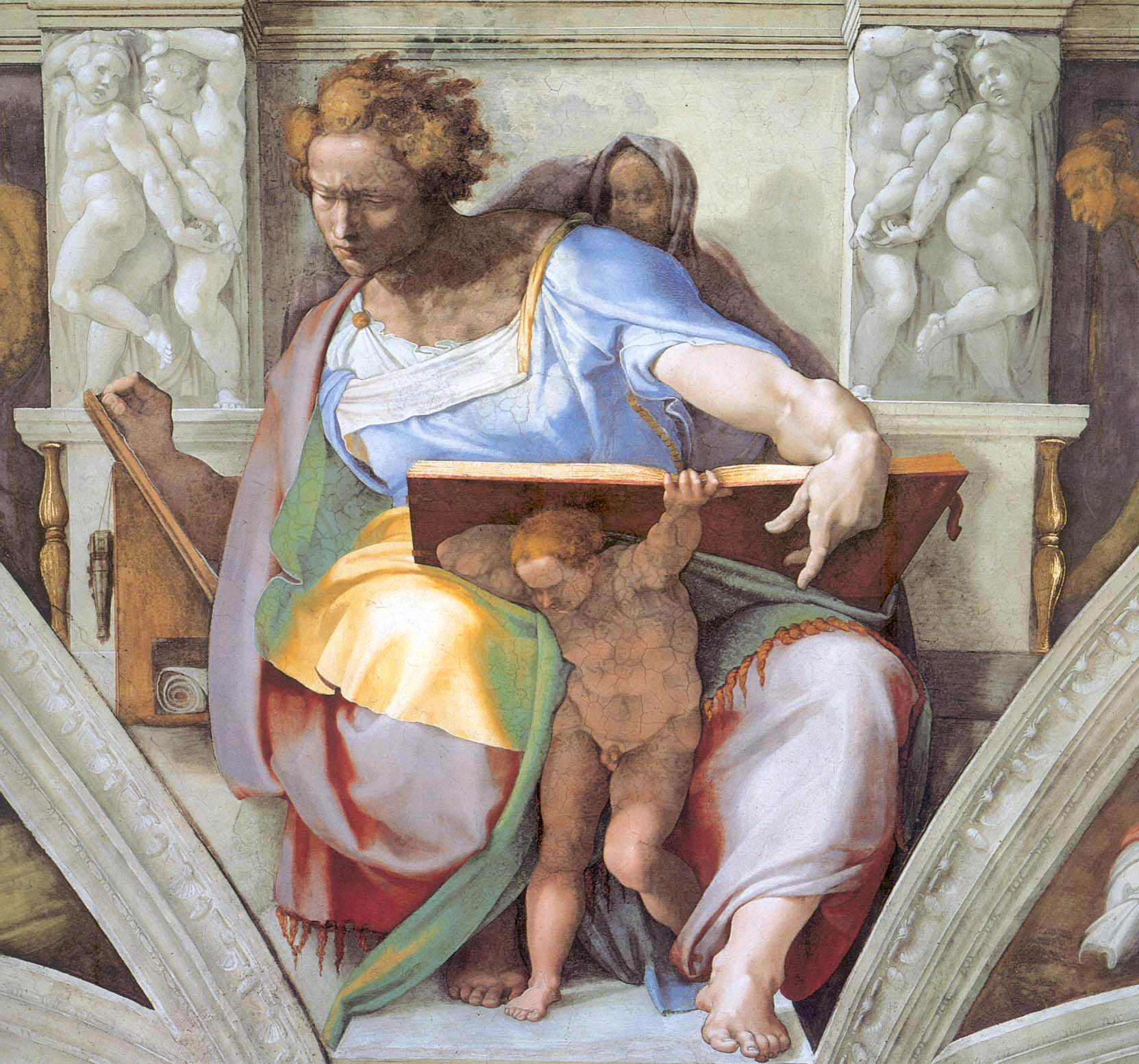
Le prophète Daniel au plafond de la chapelle Sixtine.

Le cangiante (« changeant » en italien) est un mode académique de peinture de la Renaissance.
La technique du cangiante est caractérisée par l’adoption par le peintre d’une couleur plus claire lorsque celle d’origine ne pouvait être suffisamment claire ou, au contraire, l’usage d’une couleur plus foncée lorsque celle d’origine ne pouvait être rendue assez sombre[pas clair]. À la Renaissance, le nombre et le genre des couleurs disponibles étaient très limités. Indépendamment de la couleur réelle de l’objet dépeint, le peintre pouvait, par exemple, passer du jaune au rouge pour peindre les ombres d’un objet jaune, tout simplement parce que le jaune avec lequel il devait travailler ne pouvait être rendu assez sombre pour rendre les ombres sur cet objet, alors que le rouge le permettait. Il existait bien sûr d’autres méthodes de rendu des ombres ou des lumières mais, bien souvent, les procédés disponibles consistaient à mélanger du marron ou du noir à la couleur originale, ce qui ternissait la couleur de l’ombre. Or, l’intention du peintre pouvait être d’exprimer même les ombres à l’aide de couleurs pures.
De nombreuses parties du plafond de la chapelle Sixtine montrent que Michel-Ange est un maître du cangiante. Par exemple, l’image du prophète Daniel en révèle clairement l'utilisation dans la transition du vert au jaune sur la robe du prophète. Largement diffusée après Michel-Ange, cette technique constitue désormais une technique picturale communément utilisée.